# Rudy Vallée
Rudy Vallée, pseudonimo di Hubert Prior Vallée (Island Pond, 28 luglio 1901 – Los Angeles, 3 luglio 1986), è stato un attore, cantante e musicista statunitense.

## Biografia
Figlio di Charles Alphonse Vallée, originario del Canada francese, e dell'irlandese Catherine Lynch, Rudy Vallée crebbe a Westbrook (Maine) e da teenager si cimentò sia con il clarinetto che con il sassofono, suonando in diversi gruppi bandistici del New England. Mentendo sulla propria età, riuscì ad arruolarsi in Marina nel maggio del 1917, ma fu congedato dopo poche settimane. Trascorse quindi un periodo in Inghilterra, tra il 1924 e il 1925, suonando con la Savoy Havana Band all'Hotel Savoy di Londra.
Al ritorno negli Stati Uniti conseguì un dottorato in filosofia a Yale e costituì la sua prima band, chiamandola Rudy Vallée and the Connecticut Yankees e formata da due violini, due sassofoni, pianoforte, banjo e batteria. Di questo gruppo musicale Vallée divenne il vocalist, facendosi notare per la melodiosa voce tenorile con cui affrontava dolci ballate piuttosto che brani jazz. Il suo melodico stile vocale, unito alle maniere soavi e all'attraente aspetto da bravo ragazzo iniziarono ad attirare l'attenzione del pubblico, in special modo quello femminile, consentendogli di ottenere un primo contratto discografico e il debutto radiofonico.

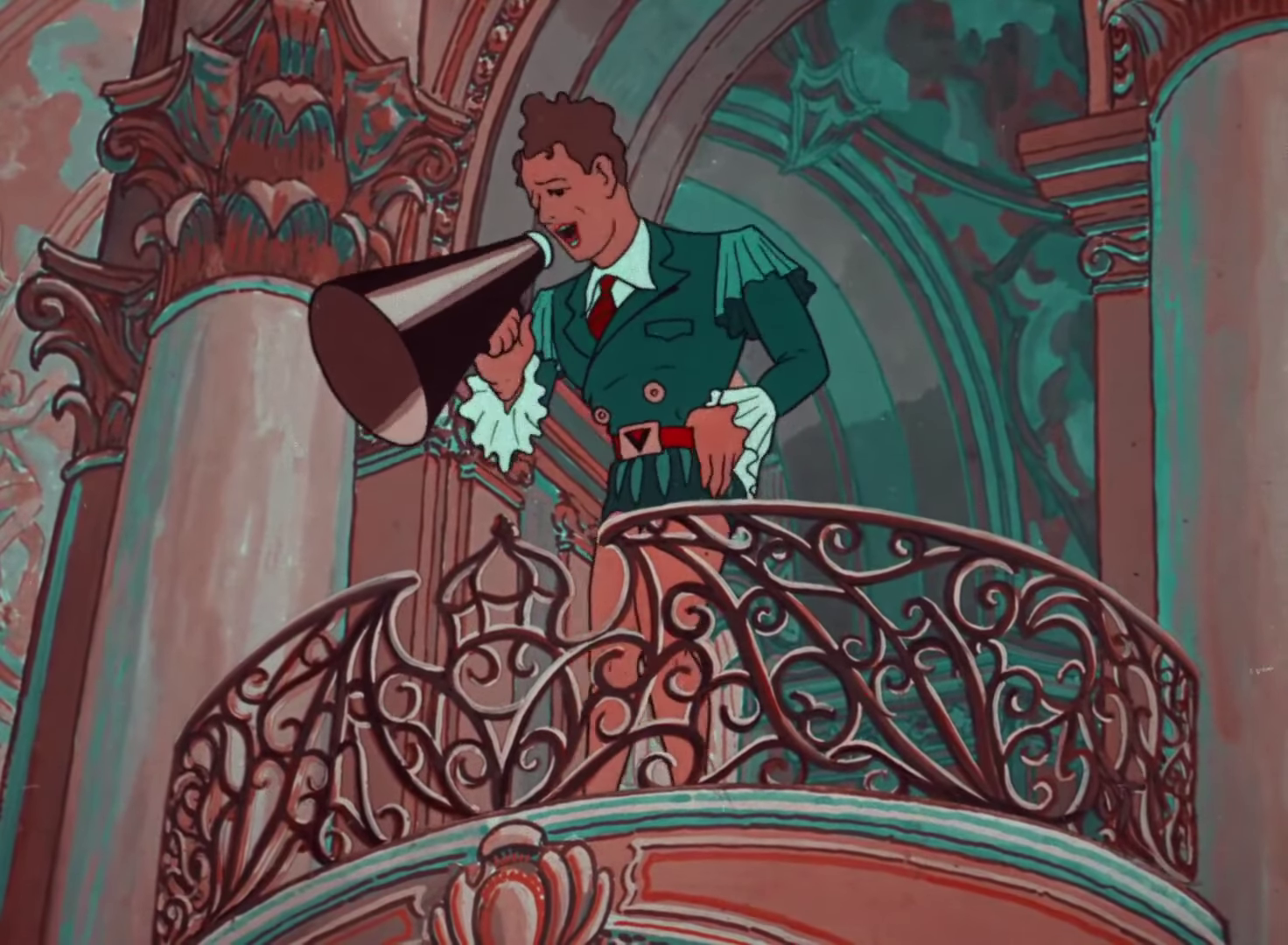
Caricatura di Rudy Vallée nel cartoon Poor Cinderella (1934)

L'affermazione di Vallée aprì la strada a un nuovo stile musicale e a una nuova figura di cantante che sarebbe diventata assai popolare negli anni a venire, quella del crooner. Fino ad allora i cantanti, prima dell'avvento del microfono elettrico, ricorrevano a un forte dispiegamento della voce per raggiungere le ultime file delle platee, mentre Vallée fu l'ispiratore di un nuovo stile confidenziale che si rivelò particolarmente congeniale al mezzo radiofonico all'epoca in affermazione. Nelle esibizioni dal vivo, Vallée utilizzò per un lungo periodo un apposito megafono che gli consentiva di far giungere il proprio morbido ma lieve e sussurrato timbro vocale a tutto il pubblico. In Poor Cinderella, un cortometraggio animato del 1934 con protagonista Betty Boop, Vallée venne ritratto in maniera affettuosamente caricaturale mentre utilizza il megafono per cantare il brano che dà il titolo al cartoon.
Durante la fase più intensa della sua carriera discografica, iniziata nel 1928 e proseguita durante gli anni trenta, Vallée registrò alternativamente per la Columbia Records e per la Victor. Tra i suoi più popolari hit del periodo sono da ricordare The Stein Song, The Drunkard Song, Life Is Just a Bowl of Cherries e As Time Goes By (resa successivamente popolare nel 1943 dal film Casablanca). Come autore di canzoni scrisse motivi che vennero portati al successo dai più noti band leader, come Glenn Miller per Oh! Ma-Ma!, Duke Ellington per Deep Night, i fratelli Dorsey per Old Man Harlem, scritta in collaborazione con Hoagy Carmichael. Nello stesso decennio il cantante fu una presenza familiare della radio, ospite in popolari spettacoli e varietà radiofonici dell'epoca. Durante la seconda guerra mondiale fu impegnato nella Guardia Costiera degli Stati Uniti, dirigendo la band del 11th District Coast Guard ed esibendosi in spettacoli per le truppe impegnate al fronte.

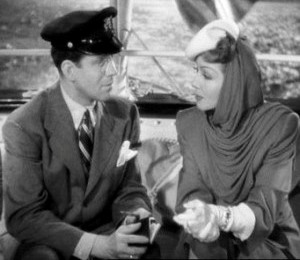
Rudy Vallee con Claudette Colbert nel film Ritrovarsi (1942)

### Carriera cinematografica
Il successo come musicista e cantante condusse Vallée a debuttare nel cinema con il film musicale The Vagabond Lover (1929), prodotto dalla RKO. Durante gli anni trenta il cantante fece sporadiche apparizioni sul grande schermo, prevalentemente in commedie musicali come Il paradiso delle stelle (1934) e Ho trovato una stella (1939). Notevole fu la sua partecipazione a Ritrovarsi (1942), diretto da Preston Sturges, una delle migliori commedie degli anni quaranta, in cui interpretò J.D. Hackensacker III, il bizzarro milionario di Palm Beach che corteggia Claudette Colbert. Vallée apparve successivamente come caratterista in altri film del decennio come L'intraprendente signor Dick (1947), con Shirley Temple, Cary Grant e Myrna Loy, Meglio un mercoledì da leone (1947) con Harold Lloyd, Mamma ti ricordo (1948) con Irene Dunne, La cara segretaria (1948) con Laraine Day e Kirk Douglas, Infedelmente tua (1948) con Linda Darnell e Rex Harrison.
Durante gli anni cinquanta la sua carriera cinematografica subì una battuta d'arresto, restando limitata a un paio di apparizioni nel ruolo di se stesso nella commedia Gli uomini sposano le brune (1955) con Jane Russell, e nel drammatico Quando l'amore è romanzo (1957) con Ann Blyth e Paul Newman. Acquisito un robusto tono di voce baritonale con l'avanzare dell'età, Vallée ottenne grande successo a Broadway dal 1961 al 1965 con il ruolo di J.B. Biggley nella commedia How to Succeed in Business Without Really Trying, riprendendo più tardi i medesimi panni nella versione cinematografica dal titolo Come far carriera senza lavorare (1967). Nello stesso anno prese parte a quattro episodi della serie televisiva Batman, nel ruolo di Lord Marmaduke Ffogg, e lavorò successivamente in altre serie come Reporter alla ribalta (1970), Mistero in galleria (1971) e Due onesti fuorilegge (1971-1972). Nel 1976 interpretò Alvin Winer, un anziano idolo della canzone che viene assassinato ne Il tiranno di Tin Pan Alley, episodio della serie poliziesca Ellery Queen.

## Vita privata
Dopo due matrimoni falliti con Leonie Cauchois e con Fay Webb, nel 1943 Rudy Vallée sposò la giovane ed emergente attrice Jane Greer, ma l'unione terminò l'anno successivo con il divorzio. Nel 1946 il cantante si sposò per la quarta volta con Eleanor Norris, autrice del libro di memorie My Vagabond Lover. Il matrimonio durò fino alla morte di Vallée, avvenuta nella sua residenza di Hollywood il 3 luglio 1986, pochi giorni prima dell'ottantacinquesimo compleanno.

## Filmografia

### Cinema
- The Vagabond Lover, regia di Marshall Neilan (1929)
- Campus Sweethearts, regia di James Leo Meehan (1930)
- Kitty from Kansas City, regia di Dave Fleischer (1931)
- Musical Justice, regia di Aubrey Scotto (1931)
- Knowmore College, regia di Aubrey Scotto (1932)
- The Musical Doctor, regia di Ray Cozine (1932)
- International House, regia di Edward Sutherland (A. Edward Sutherland) (1933)
- Il paradiso delle stelle (George White's Scandals), regia di Thornton Freeland e Harry Lachman (1934)
- Sweet Music, regia di Alfred E. Green (1935)
- Gold Diggers in Paris, regia di Ray Enright (1938)
- Ho trovato una stella (Second Fiddle), regia di Sidney Lanfield (1939)
- Too Many Blondes, regia di Thornton Freeland (1941)
- Time Out for Rhythm, regia di Sidney Salkow (1941)
- Ritrovarsi (The Palm Beach Story), regia di Preston Sturges (1942)
- Happy Go Lucky, regia di Curtis Bernhardt (1943)
- Tutti pazzi (It's in the Bag!), regia di Richard Wallace (1945)
- Man Alive, regia di Ray Enright (1945)
- People Are Funny, regia di Sam White (1946)
- The Fabulous Suzanne, regia di Steve Sekely (1946)
- Meglio un mercoledì da leone (The Sin of Harold Diddlebock), regia di Preston Sturges (1947)
- L'intraprendente signor Dick (The Bachelor and the Bobby-Soxer), regia di Irving Reis (1947)
- Mamma ti ricordo (I Remember Mama), regia di George Stevens (1948)
- Così questa è New York (So This Is New York), regia di Richard Fleischer (1948)
- La cara segretaria (My Dear Secretary), regia di Charles Martin (1948)
- Infedelmente tua (Unfaithfully Yours), regia di Preston Sturges (1948)
- L'adorabile intrusa (Mother Is a Freshman), regia di Lloyd Bacon (1949)
- L'indiavolata pistolera (The Beautiful Blonde from Bashful Bend), regia di Preston Sturges (1949)
- Father Was a Fullback, regia di John M. Stahl (1949)
- L'ammiraglio di Walla Walla (The Admiral Was a Lady), regia di Albert S. Rogell (1950)
- Ricochet Romance, regia di Charles Lamont (1954)
- Come far carriera senza lavorare (How to Succeed in Business Without Really Trying), regia di David Swift (1967)
- Live a Little, Love a Little, regia di Norman Taurog (1968)
- Quella notte inventarono lo spogliarello (The Night They Raided Minsky's), regia di William Friedkin (1968) (voce)
- Sunburst, regia di James Polakof (1975)
- Won Ton Ton, il cane che salvò Hollywood (Won Ton Ton: The Dog Who Saved Hollywood), regia di Michael Winner (1976)

### Televisione
- Star Tonight – serie TV, 1 episodio (1955)
- Matinee Theatre – serie TV, 1 episodio (1956)
- Kraft Television Theatre – serie TV, 1 episodio (1958)
- Batman – serie TV, 4 episodi (1967)
- Death Valley Days – serie TV, 1 episodio (1968)
- Petticoat Junction – serie TV, 1 episodio (1969)
- Reporter alla ribalta (The Name of the Game) – serie TV, 1 episodio (1970)
- Mistero in galleria (Night Gallery) – serie TV, 1 episodio (1971)
- Due onesti fuorilegge (Alias Smith and Jones) – serie TV, 2 episodi (1971-1972)
- Ellery Queen – serie TV, episodio 1x19 (1976)
- CHiPs – serie TV, 1 episodio (1979)
- Santa Barbara – serie TV, 1 puntata (1984)

## Doppiatori italiani
Nelle versioni in italiano dei suoi film, Rudy Vallée è stato doppiato da:
- Augusto Marcacci in Ritrovarsi, Gli uomini sposano le brune
- Alberto Sordi in L'intraprendente signor Dick, L'adorabile intrusa
- Valerio Ruggeri in Chips
- Mauro Zambuto in Tutti pazzi
- Carlo Romano in Infedelmente tua
- Gaetano Verna in La cara segretaria
- Ferruccio Amendola in Quando l'amore è romanzo